# Callitrichia hamifera
Espèce
Synonymes
- Callitrichia hamifer Fage, 1936

Callitrichia hamifera est une espèce d'araignées aranéomorphes de la famille des Linyphiidae.

## Distribution
Cette espèce se rencontre au Kenya et en Ouganda.

## Publication originale
- Fage & Simon, 1936 : Arachnida. III. Pedipalpi, Scorpiones, Solifuga et Araneae (1re partie). Mission scientifique de l'Omo. Mémoires du Musée d'Histoire Naturelle, Paris, vol. 4, p. 293-340.